# Melanophidium
Melanophidium is een geslacht van slangen uit de familie schildstaartslangen (|Uropeltidae).

## Naam en indeling
De wetenschappelijke naam van de groep werd voor het eerst voorgesteld door Albert Günther in 1864. Er zijn vier soorten, inclusief de pas in 2016 beschreven soort Melanophidium khairei.

### Soorten
Het geslacht omvat de volgende soorten, met de auteur en het verspreidingsgebied.
| Naam                     | Auteur                                 | Verspreidingsgebied            |
| ------------------------ | -------------------------------------- | ------------------------------ |
| Melanophidium bilineatum | Beddome, 1870                          | India (Kerala)                 |
| Melanophidium khairei    | Gower, Giri, Captain & Wilkinson, 2016 | India (Maharashtra)            |
| Melanophidium punctatum  | Beddome, 1871                          | India (Kerala, Tamil Nadu)     |
| Melanophidium wynaudense | Beddome, 1863                          | India (West-Ghats, Tamil Nadu) |

## Uiterlijke kenmerken
De soorten uit het geslacht Melanophidium hebben een pleet in hun keel zoals voorkomt bij andere slangen. Verder lijken de soorten meer op 'gewone' slangen dan op de schildstaartslangen waartoe ze behoren.

## Verspreiding en habitat
Alle soorten komen voor in delen van Azië en leven endemisch in India. De habitat bestaat uit tropische en subtropische bergbossen, plantages en agrarische gebieden.

## Beschermingsstatus
Door de internationale natuurbeschermingsorganisatie IUCN is aan drie soorten een beschermingsstatus toegewezen. Twee soorten worden beschouwd als 'veilig' (Least Concern of LC) en een soort als 'kwetsbaar' toegewezen (Vulnerable of VU).